# Live to Rise
«Live to Rise» (с англ. — «Жить, чтобы расти») — это песня, записанная американской рок-группой Soundgarden для фильма 2012 года «Мстители». Песня была выпущена Hollywood Records 17 апреля 2012 года для бесплатной цифровой загрузки в течение первой недели её доступности в iTunes Store, а позже была включена в альбом-саундтрек фильма, Avengers Assemble: Music from and Inspired by the Motion Picture, выпущенного 1 мая 2012 года.
«Live to Rise» была первой песней Soundgarden, полностью записанной и выпущенной с момента реформирования группы в 2010 году, поскольку «Black Rain» частично была записана в начале 1990-х годов. Сингл был описан как «рокер с тяжёлыми рифами» (англ. riff-heavy rocker), который, по словам певца Криса Корнелла будет «работать нормально» (англ. work just fine) в грядущем альбоме группы King Animal, хотя он не обязательно отражал звучание всего альбома. Несмотря на более ранние предположения, «Live to Rise» не появилась на King Animal.

## Чарты
| Чарт (2012)                                   | Высшая позиция |
| --------------------------------------------- | -------------- |
| Canada (Billboard Canadian Hot 100)           | 69             |
| Канада (Billboard Rock)                       | 1              |
| US Bubbling Under Hot 100 Singles (Billboard) | 10             |
| US Mainstream Rock (Billboard)                | 1              |
| US Rock Songs (Billboard)                     | 4              |
| US Alternative Songs (Billboard)              | 12             |
| UK Rock (Official Charts Company)             | 11             |

## Создатели
Подготовлено на основе исходного материала:
Soundgarden
- Крис Корнелл — пение, ритм-гитара
- Ким Тайил — соло-гитара
- Бен Шеферд — бас-гитара
- Мэтт Кэмерон — ударная установка

Производство
- Музыкальные продюсеры: Адам Каспер[англ.], Soundgarden
- Звукорежиссёры: Натан Яччино, Сэм Хофстедт
- Микшировщик звука[англ.]: Джо Баррези[англ.]
- Аранжировщик: Крис Корнелл
- Автор слов песни: Крис Корнелл

## Музыкальное видео
Видеоклип, в котором изображения группы чередуются с изображениями из фильма, был доступен 3 мая 2012 года на канале группы на YouTube.